# Hotel Ureka
El Hotel Ureka es un hotel en la ciudad de Malabo, al norte de la isla de Bioko, que es la capital del país africano de Guinea Ecuatorial. El hotel está situado cerca del aeropuerto de Malabo, en la esquina de la carretera del aeropuerto y de la calle de Parques África, colindando con el Centro Cultural de España en Malabo y el Centro de la UNED. En 1987 se informó que poseía 42 habitaciones de clase de negocios internacionales.